# ساختار فانوس چینی

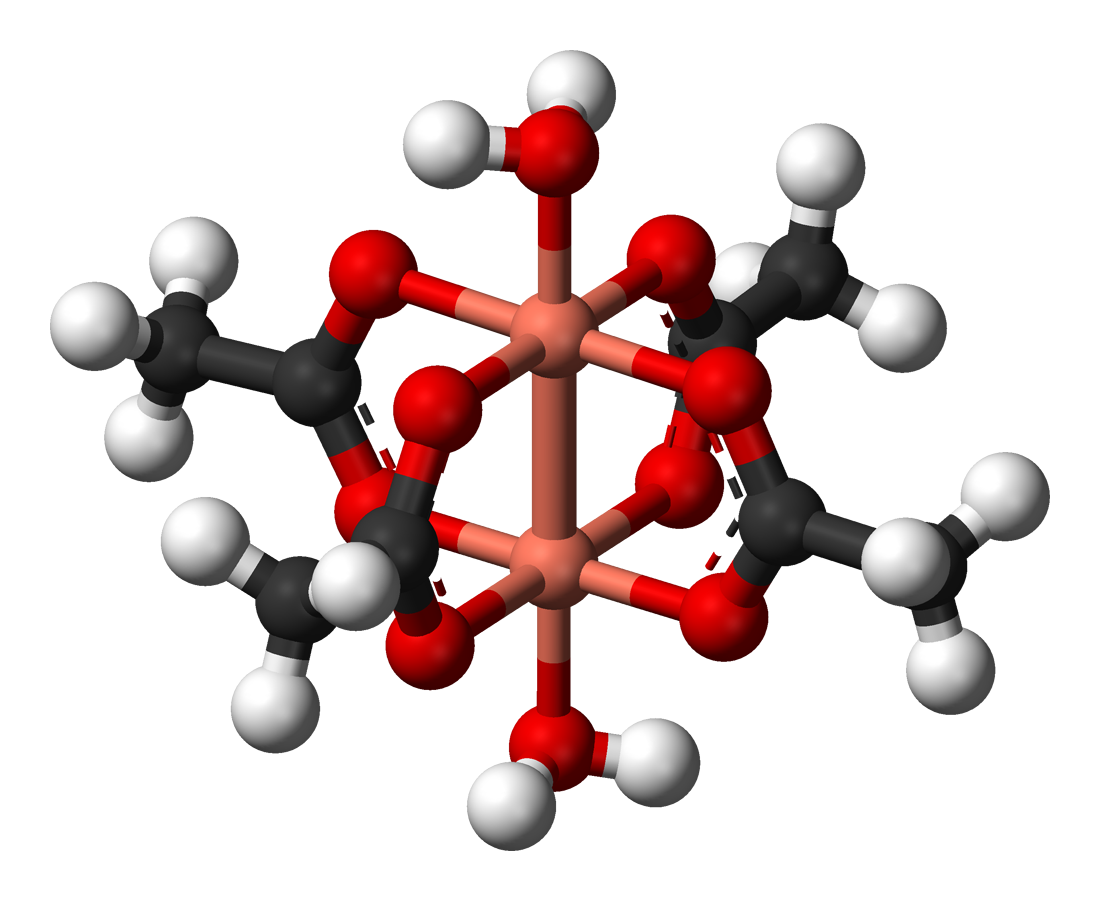
مولکول دی‌رودیوم تترااستات دی‌هیدرات که از ساختار فانوس چینی تبعیت می کند.

در شیمی، ساختار فانوس چینی یک کمپلکس شیمیایی است که در آن دو اتم فلز توسط چهار لیگاند پل دودندانه با یکدیگر کوئوردینه شده اند. این نوع ساختار با نام کمپلکس چرخ پارویی نیز شناخته می شود. به عنوان مثال‌هایی از ترکیبات با این ساختار می توان به کروم(II) استات، مولیبدن(II) استات، رودیوم(II) استات، مس(II) استات دی‌هیدرات اشاره کرد. این نام نشان دهنده شباهت بین ساختار این مولکول‌ها و فانوس کاغذی چینی است. اغلب در این ترکیبات لیگاندهای اضافی در مکان‌های روبروی محور پیوند M---M متصل می‌شوند. درجه پیوند فلز-فلز با توجه به پیکربندی الکترون d متفاوت است.

## جهت مطالعه
- Talismanova, M. O.; Sidorov, A. A.; Aleksandrov, G. G.; Oprunenko, Yu. F.; Eremenko, I. L.; Moiseev, I. I. (2004). "New dinuclear palladium complex with a Chinese-lantern structure". Russian Chemical Bulletin. 53 (7): 1507. doi:10.1023/B:RUCB.0000046248.72380.79.